# 2356 Hirons
2356 Hirons este un asteroid din centura principală, descoperit pe 17 octombrie 1979 de Edward Bowell.